# Средняя Ружевка
Средняя Ружевка — поселок в Мензелинском районе Татарстана. Входит в состав Аюского сельского поселения.

## География
Находится в восточной части Татарстана на расстоянии приблизительно 15 км на юго-восток по прямой от районного центра города Мензелинск.

## История
Основан не позднее начала XIX века. Упоминался также Ружевщинский Починок, поселок Ружевщинский, Ружевка. В 1968 году в состав поселка были включены посёлки Большая Ружевка и Малая Ружевка.

## Население
Постоянных жителей было: в 1859 — 68, в 1884—131, в 1897—156, в 1906—183, в 1913—179, в 1920—185, в 1926—141, в 1938—119, в 1949 — 87, в 1958—100, в 1970—134, в 1979 — 74, в 1989 — 21, в 2002 — 9 (русские 78 %), 5 в 2010.